# كمال بن سلامة
كمال بن سلامة هو فيزيائي وكاتب مغربي سويسري. تخصَّص كمال في مجال الجسيمات، كما أنّه أستاذ زائر في جامعة لويولا بولاية ماريلاند. عمل على تجربة أطلس في مصادم الهادرونات الكبير (LHC) في سيرن في سويسرا، والتي تُعتبر أكبر تجربة في تاريخ العلوم الفيزيائيّة.

## الحياة المُبكّرة والتعليم
درسَ كمال بن سلامة المغربي الأصل الفيزياء في جامعة جنيف. حصل على البكالوريوس والماجستير في فيزياء الجسيمات (وتُسمّى أيضًا فيزياء الطاقة العالية) من جامعة جنيف. بدأ في عام 1993 الدكتوراه في قسم فيزياء الطاقة العالية بجامعة لوزان (هذا القسم هو الآن جزء من مدرسة لوزان الاتحادية للفنون التطبيقية منذ 2003) وحصل على الدكتوراه من نفس الجامعة في عام 1998.

## المسيرة المهنيّة
انتقل بن سلامة بحلول عام 1999 إلى أمريكا الشمالية. عمل في مرحلة ما بعد الدكتوراه في تجربة CLEO في جامعة كورنيل في الولايات المتحدة، ثم أصبح عالمًا باحثًا في جامعة كولومبيا في نيويورك وعالمًا مشاركًا في تجربة أطلس في مصادم الهادرون الكبير (LHC) في سيرن. من عام 2006 إلى عام 2012، كان أستاذًا للفيزياء في جامعة ريجينا في كندا. خلال هذا الوقت، أسَّس بن سلامة وقاد مجموعة بحثية دولية في فيزياء الطاقة العالية التجريبية.  عمل على تجربة أطلس في سيرن حيث كان الباحث الرئيسي وقائد الفريق، كما كان عضوًا في مجلس أطلس وعضوًا في المجلس الذي يُعرف باسمِ Liquid Argon.
بدأ بن سلامة أنشطته البحثية في سيرن في عام 1992، وعمل أولاً في أطلس ثم على نوماد (بحث عن تذبذب النيوترينو باستخدام كاشف معيّن) والذي تم تصميمه للبحث عن تذبذب النيوترينو. كانت أطروحته حول إنشاء وتركيب ومحاكاة كاشف جسيمات الطاقة المسبقة وكذلك على تحليل البيانات باستخدام بيانات من تجربة نوماد.
ساهمَ بن سلامة في العديد من جوانب تجربة أطلس، وقال أنه يعمل على نظام قراءات لكشف شبه الموصلات في تجربة أطلس، كما عملَ على قياس السعرات الحرارية ومستوى الزناد العالية وجودة البيانات والمراقبة. قاد أيضًا العديد من الجهود في عمليات البحث بما يتجاوز النموذج القياسي في مصادم الهادرونات الكبير، وفي عمليات بحث خاصة عن مزدوج الشحنة والأبعاد الإضافية والكواركات اللولبية. كان بن سلامة منخرطًا بشكل كبير في برنامج الفيزياء الغريبة في LHC.

## الحياة الخاصّة
كمال بن سلامة متزوجٌ ويعيش مع زوجته ماندي وأطفالهما الثلاثة في نيو جيرسي.

## قائمة أعماله
هذه قائمةٌ بأبرز أعمال الكاتب والباحث في علوم الفيزياء المغربي السويسري كمال بن سلامة:
- Observation of a new particle in the search for the Standard Model Higgs boson with the ATLAS detector at the LHC
- Prospects for the search for a doubly charged Higgs in the left–right symmetric model with ATLAS - G. Azuelos, K. Benslama, J. Ferland, 10 March 2005, J.Phys.G32:73-92,2006
- Exploring Little Higgs Models with ATLAS at the LHC - Azuelos, G; Benslama, K. Benslama et al - Eur. Phys. J., C 39 (2005) 13-24
- Design and implementation of the Front End Board for the readout of the ATLAS liquid argon calorimeters - N.~J.~Buchanan et al - JINST 3, P03004 (2008)
- Search for pair production of first or second generation leptoquarks in proton-proton collisions at √s=7  TeV using the ATLAS detector at the LHC
- Measurement of the top quark-pair production cross section with ATLAS in pp collisions at sqrt(s)=7 TeV
- Measurement of the W → ℓν and Z/γ* → ℓℓ production cross sections in proton-proton collisions at sqrt(s)=7TeV with the ATLAS detector
- Electron reconstruction and identification efficiency measurements with the ATLAS detector using the 2011 LHC proton–proton collision data
- Measurements of charmless hadronic two-body B meson decays and the ratio B(B to DK)/B(B to DPi)
- Liste de publications et citations